# Adam Tribbechov

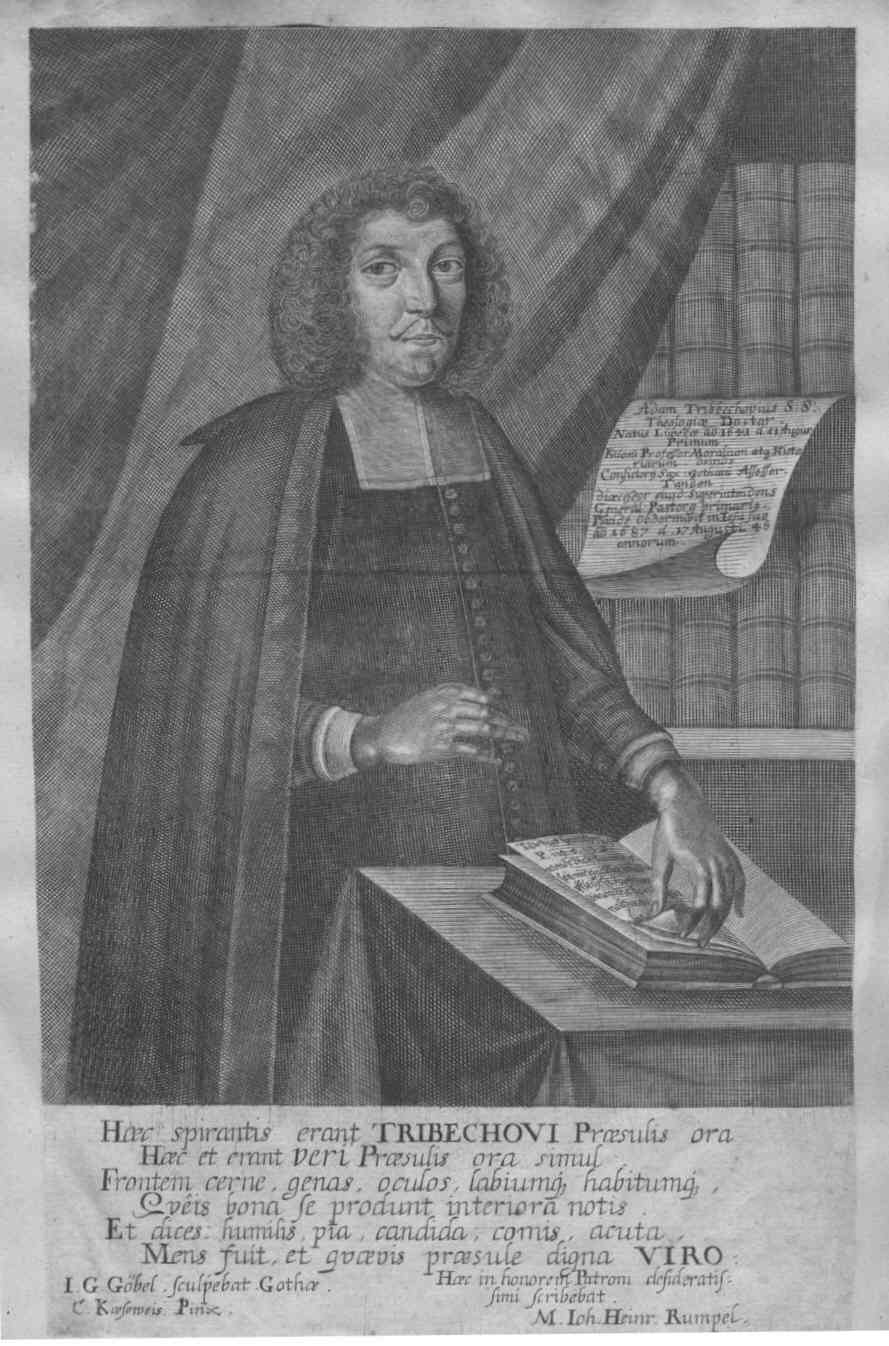
Adam Tribbechov

Adam Tribbechov, auch Tribbechovius, Tribbecho, Tribbechow (* 11. August 1641 in Lübeck; † 17. August 1687 in Gotha) war ein deutscher evangelisch-lutherischer Theologe und Historiker.

## Leben
Tribbechov wurde als Sohn des Justus Tribbechov, Lehrer am Lübecker Gymnasium, und seiner Frau Anna, Tochter des Pastors an der Lübecker Petrikirche Adam Helms, geboren. Erst unterrichtete ihn sein Vater, dann genoss er Unterricht von Privatlehrern und schließlich besuchte er das Katharineum zu Lübeck. 1659 bezog er die Universität Rostock, an der er schon seit Juni 1654 immatrikuliert war, kehrte im Folgejahr kurzzeitig nach Hause zurück und gelangte über Magdeburg, die Universität Wittenberg und die Universität Leipzig 1660 an die Universität Helmstedt, wo er im Haus des Friedrich Ulrich Calixt aufgenommen wurde und Zugang zu dessen Bibliothek erhielt.
Zurückgekehrt nach Rostock, erwarb er am 23. April 1662 den akademischen Grad eines Magisters und erhielt vom Wismarer Bürgermeister Heinrich Schabbel ein Stipendium der Schabbelstiftung. Mit Schabbels Schwager David Gloxin ging er 1662 als Hauslehrer für dessen jüngsten Sohn Anton Heinrich nach Dankerode. Verschiedene Bemühungen, Ämter zu erlangen, scheiterten. Daher ließ er sich ab dem 8. Mai 1662 an der Universität Gießen weiter in Theologie ausbilden, und zwar bei Johann Nikolaus Misler, Michael Siricius und Peter Haberkorn. Zugleich hielt er bereits erste Vorlesungen.
1664 wurde er als außerordentlicher Professor der Ethik an die neugegründete Universität Kiel berufen und übernahm um die Weihnachtszeit desselben Jahres die ordentliche Professur der Geschichte vom verstorbenen Michael Watson. 1672 berief ihn Herzog Ernst von Sachsen Gotha zu seinem Kirchenrat; damit verbunden wurde er Assessor am Gothaischen Konsistorium. Daraufhin ließ er sich in Kiel am 5. Oktober desselben Jahres unter dem Dekan der Theologischen Fakultät Christian Kortholt zum Doktor der Theologie promovieren. Zu seiner neuen Aufgabe gehörte es, die Kinder des Herzogs zu unterrichten, bei den Visitationen der Kirchen und Schulen mitzuwirken und sich an der Förderung sowie der Ausbildung der Kirchenamtskandidaten zu beteiligen. Daneben entfaltete er eine rege literarische Tätigkeit.
Nachdem er am 4. November 1677 die Generalsuperintendentur in Gotha übernommen hatte, visitierte er das Sachsen-Gotha zugefallene Sachsen-Altenburg und die Universität Jena. Am 27. Juli 1680 hielt er die Weiherede in der von Andreas Rudolphi neuerbauten Gothaer Augustinerkirche. Theologisch beteiligte er sich an der Beilegung des konfessionellen Streites zwischen Abraham Calov und Johannes Musäus und war um einen Ausgleich zwischen Protestanten und Katholiken bemüht.
Seit 1684 hatte Tribbechov mit gesundheitlichen Problemen zu kämpfen, an deren Folgen er verstarb. Am 21. August 1687 wurde er „Abends bei Fackelschein und unter dreimaligem Läuten der Glocken“ in der Augustinerkirche in Gotha bestattet.

## Familie
Seit dem 10. August 1675 war er verheiratet mit Sophie, der Tochter des Konsistorialassessors in Friedenstein und Hofdiakons in Gotha Abraham Gießbach, der Witwe des sächsischen Landinspektors Thomas von Aussen. Aus dieser Ehe sind neun Kinder hervorgegangen:
- Anna Barbara Tribbechov (* 24. Juni 1676)
- Johannes Tribbechow (* 4. Oktober 1677 – 31. März 1712)
- Abraham Tribbechov (* 16. August 1679)
- Sophia Tribbechov (* 25. Januar 1681)
- Christina Tribbechov (* 28. Januar 1682; † 1682)
- Anna Sophia Tribbechov (* 22. August 1683; † 1683)
- Friedrich Tribbechov (* 17. Dezember 1684)
- Maria Elisabeth Tribbechov (* 23. April 1686)
- Dorothea Tribbechov (* 22. April 1687)

## Schriften
- De doctoribus scolasticis et corrupta per eos divinarum humanarumque rerum et scientia liber singularis. Gießen 1665, 1719
- De philosophia morum inter barbaros praecipue orientales. 1666.
- Exercitationes ad Baronii Annales, inde ab eo, quo Is. Casaubonus desiit, continuatae. 1667, 1708.
- De Angelis.
- De Mose Aegyptiorum Osiride.
- Historia Chiliasmi. 1667.
- Veritas Creationis Mundi prout a Mose descripta est ostensa in traditionibus gentium ac vetustissimas antiquitatis profanae momentis ad convincendis atheos. 1668.
- Memoria Menonis Hannekenii. 1673.
- Andachten vom ewigen Leben. Aus dem Freuden-Spiegel des ewigen Lebens Dr. Phil. Nicolai gezogen. 1674.
- Die gekreutzigte Liebe, Das ist: Andächtige Betrachtung einer gläubigen Seelen über die Historia des bittern Leidens und Sterbens Jesu Christi. Gotha 1676, Leipzig 1695, Gotha 1720.
- Historia Naturalismi a prima sua origine ad nostra usque tempora per suas classes deducta. 1700.
- Sommaria & porismata ad praxin vitae ducentis ad tinumquemque, Psalmorum Davidis annotara.